# Daitō
Daitō (jap. 太刀; dosł.: „długi miecz”) – rodzaj japońskiej długiej siecznej broni białej typu nihon-tō, do której zalicza się tachi i katanę. Głownia daitō mierzy minimum 2 shaku (60 cm).

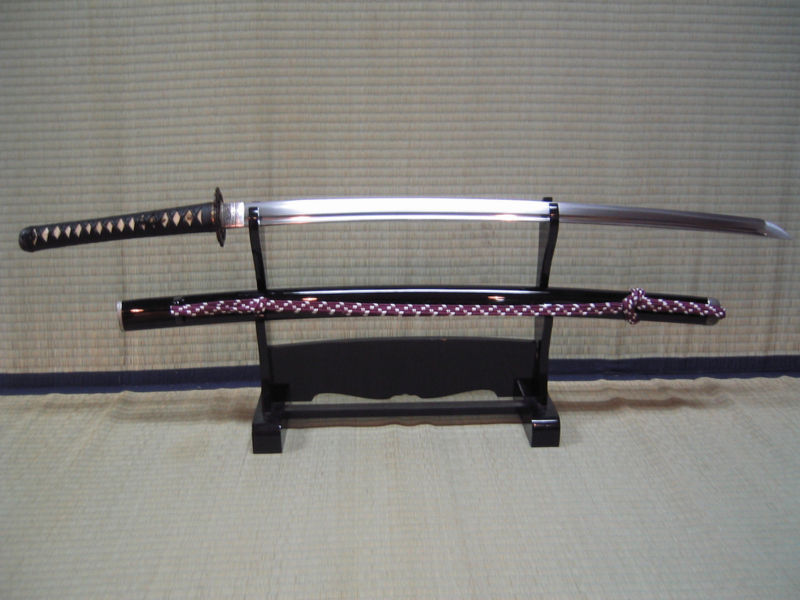
Daitō

Dolny limit długości jest dobrze znany, natomiast trudno stwierdzić, kiedy broń nie należy już do kategorii daitō, a zaczyna być ō-dachi, czyli wielkim mieczem.
Daitō wiąże się z krótkim shōtō. Noszone razem tworzyły daishō, czyli parę broni używanej do walki w okresie Edo przez samurajów.